# Messa da Requiem (Donizetti)
Messa da Requiem – msza żałobna skomponowana przez Gaetano Donizettiego w 1835 roku z okazji śmierci Vincenzo Belliniego.

## Obsada
- Soliści: Sopran, Alt, Tenor, 2 Basy
- Chór: sopran, alt, tenor, bas
- Orkiestra
- Organy

23 września 1835 w Puteaux koło Paryża zmarł Vincenzo Bellini. Po otrzymaniu tragicznej informacji Donizetti postanowił skomponować uroczystą mszę żałobną oraz inne utwory okolicznościowe by uczcić zmarłego. Donizetti zamiar swój zrealizował komponując Messa da Requiem, Lamento in morte di Bellini na głos z fortepianem oraz Sinfonię opartą na tematach melodii Belliniego. Messa da Requiem pozostało dziełem nie ukończonym. Utwór nie posiada Sanctus, Benedictus oraz Agnus Dei, a wstępna introdukcja zachowała się jedynie w wyciągu fortepianowym. Planowane wykonanie utworu nie doszło do skutku, gdyż sponsor wycofał się ze wsparcia finansowego.
Struktura dzieła
| Numer | Tytuł cześć                       | Obsada                                            |
| ----- | --------------------------------- | ------------------------------------------------- |
| 1     | Introduzione - Requiem            | Chór, orkiestra                                   |
| 2     | Kyrie                             | Chór, orkiestra                                   |
| 3     | Graduale - Requiem                | Chór, orkiestra                                   |
| 4     | In memoria aeterna                | Chór, orkiestra                                   |
| 5     | Sequentia - Dies irae             | Chór, orkiestra                                   |
| 6     | Tuba mirum                        | Tenor, Bas 1, Bas 2, orkiestra                    |
| 7     | Judex ergo                        | Tenor, Bas, orkiestra                             |
| 8     | Rex tremendae                     | Sopran, Bas, Chór, orkiestra                      |
| 9     | Ingemisco                         | Tenor, orkiestra                                  |
| 10    | Preces meae                       | Alt, Tenor, Bas, orkiestra                        |
| 11    | Confutatis maledictis             | Sopran, Alt, Tenor, Bas 1, Bas 2, Chór, orkiestra |
| 12    | Oro supplex                       | Bas, orkiestra                                    |
| 13    | Lacrymosa                         | Chór, orkiestra                                   |
| 14    | Offertorium - Domine Jesu Christe | Bas, Chór męski, orkiestra                        |
| 15    | Lux aeterna                       | Chór, orkiestra                                   |
| 16    | Libera me                         | Sopran, Alt, Tenor, Bas 1, Bas 2, Chór, orkiestra |

Messa da Requiem jest utworem monumentalnym i należy, oprócz twórczości operowej, do najwybitniejszych dzieł Donizettiego. Dzieło stało się wzorem dla Messa da Requiem Giuseppe Verdiego.

## Nagrania
- Gaetano Donizetti - Messa da Requiem – Cheryl Studer – sopran, Helga-Müller-Molinari – alt, Aldo Baldin – tenor, Jan-Hendrik Rootering – bas, John-Paul Bogart – bas, Chor der Bamberger Symphoniker, Bamberger Symphoniker – Miguel Ángel Gómez-Martínez, ORFEO, C172 881 A, 1988 (nagranie 2-5 stycznia 1984), Stereo, DDD
- Gaetano Donizetti - Messa da Requiem – Tiziana K. Sojat – sopran, Jaroslava Horska-Maxova – mezzosopran, Vittorio Giammarrusco – tenor, Zdenek Hlavka – baryton, Marcel Rosca – bas, Virtuosi di Praga, Prague Chamber Choir – Alexander Rahbari, PROFIL, PH08026, 2007 (nagranie z 1997 roku), Stereo, DDD